# Love Chaser
Love Chaser è una canzone del gruppo musicale svedese Europe, proveniente dall'album The Final Countdown e pubblicata come singolo soltanto in Giappone per la colonna sonora del film Pride One nel 1986.
La canzone venne composta dal frontman Joey Tempest nel 1985, e fu presentata dalla band volta durante i concerti del tour svedese di quello stesso anno, prima di venire incisa per l'album.
Il lottatore giapponese Yoshiaki Yatsu utilizzava il brano per la sua musica d'ingresso nella All Japan Pro Wrestling.

## Tracce
1. Love Chaser – 3:30 (Joey Tempest)
2. Carrie – 4:30 (Tempest, Mic Michaeli)

### Lato B
Il lato B del singolo è Carrie, brano anch'esso incluso e successivamente estratto come singolo dall'album The Final Countdown.

## Formazione
- Joey Tempest – voce
- John Norum – chitarra
- John Levén – basso
- Mic Michaeli – tastiera
- Ian Haugland – batteria